# Бото фон Гюльзен
Граф Бото фон Гюльзен (нім. Botho Graf von Hülsen; 6 липня 1895, Відень — 11 січня 1980, Фрайбург) — німецький воєначальник, генерал-лейтенант вермахту.

## Біографія
5 березня 1914 року вступив в армію. Учасник Першої світової війни. Після демобілізації армії залишений в рейхсвері. З 12 жовтня 1937 по 26 серпня 1939 року — командир 2-го батальйону 8-го піхотного полку. З 8 березня 1940 по 15 березня 1941 року — ад'ютант генерала для особливих доручень при командуванні 1-го армійського корпусу Максиміліана Шванднера. 25 травня 1941 року відряджений в штаб командувача військами у Франції, з 1 червня — ад'ютант командувача. З 15 квітня 1943 року — комендант Веймара. З 1 квітня по 10 вересня 1943 року — командир 461-го піхотного полку, з 15 листопада 1943 року — 62-ї піхотної, з 10 березня 1944 року — 5-ї авіапольової, з 1 червня 1944 року — 370-ї піхотної дивізії. 3 вересня 1944 року взятий в полон радянськими військами в Онешті. 8 грудня 1944 року підписав звернення Союзу німецьких офіцерів «До народу і вермахту». 11 жовтня 1955 року переданий владі ФРН і звільнений.

## Звання
- Фанен-юнкер (5 березня 1914)
- Фенріх (26 жовтня 1914)
- Лейтенант (2 листопада 1914)
- Оберлейтенант (20 червня 1918)
- Гауптман (1 липня 1927)
- Майор (1 жовтня 1934)
- Оберстлейтенант (1 серпня 1937)
- Оберст (1 червня 1940)
- Генерал-майор (1 грудня 1943)
- Генерал-лейтенант (1 липня 1944)

## Нагороди
- Залізний хрест 2-го і 1-го класу
- Хрест «За заслуги у військовій допомозі»
- Нагрудний знак «За поранення» в чорному
- Сілезький Орел 2-го і 1-го ступеня
- Почесний хрест ветерана війни з мечами
- Медаль «За вислугу років у Вермахті» 4-го, 3-го, 2-го і 1-го класу (25 років)
- Застібка до Залізного хреста 2-го і 1-го класу
- Хрест Воєнних заслуг 2-го і 1-го класу з мечами